# Syfy
Syfy (bis zum 7. Juli 2009 Sci-Fi Channel) ist ein englischsprachiger Fernsehsender aus den Vereinigten Staaten, der Science-Fiction- und Horror-Filme und -Serien sowie Reality-Shows ausstrahlt und produziert. Der Name des Senders ist ein Homophon zu Sci-Fi.

## Eigene Sendungen

### Aktuelle Fernsehserien
- seit 2016: Wynonna Earp
- seit 2020: Spides
- seit 2021: Resident Alien
- seit 2021: Chucky

### Ehemalige Fernsehserien
- 1997–2007: Stargate – Kommando SG-1
- 1998–2000: Sliders – Das Tor in eine fremde Dimension (ab 4. Staffel)
- 1999–2003: Farscape
- 2003–2009: Battlestar Galactica
- 2004–2009: Stargate Atlantis
- 2004–2007: Tripping the Rift
- 2004–2016: Ghost Hunters
- 2006: Das verschwundene Zimmer
- 2006–2012: Eureka – Die geheime Stadt
- 2008–2011: Sanctuary – Wächter der Kreaturen
- 2009–2011: Stargate Universe
- 2009–2014: Warehouse 13
- 2010: Caprica
- 2010–2015: Haven
- 2011–2012: Alphas
- 2011–2014: Being Human
- 2013–2015: Continuum (ab 2. Staffel)
- 2013–2015: Defiance
- 2014: Ascension
- 2014–2015: Dominion
- 2014–2015: Helix
- 2014–2016: Bitten
- 2014–2018: Z Nation
- 2015: Childhood’s End
- 2015: Olympus
- 2015–2017: Dark Matter
- 2015–2018: 12 Monkeys
- 2015–2018: The Expanse (im Mai 2018 von Amazon übernommen)
- 2015–2019: Killjoys
- 2015–2020: The Magicians
- 2016: Hunters
- 2016: Aftermath
- 2016–2017: Incorporated
- 2016–2018: Channel Zero
- 2016–2021: Van Helsing
- 2017: Superstition
- 2017–2018: Ghost Wars
- 2017–2019: Happy!
- 2017: Blood Drive
- 2018–2019: Krypton

### Aktuelle Reality-Shows
- seit 2003: Scare Tactics
- seit 2004: Ghost Hunters
- seit 2010: Fact or Faked – Auf den Spuren des Paranormalen
- seit 2010: WWE SmackDown (von 1999 bis 2010 auf UPN)

### Ehemalige Reality-Shows

Alternatives Off-Air-Logo

- 2007–2012: Destination Truth

## Ableger

Das Logo von einigen europäischen Syfy-Ablegern

Das alte Logo von Syfy HD

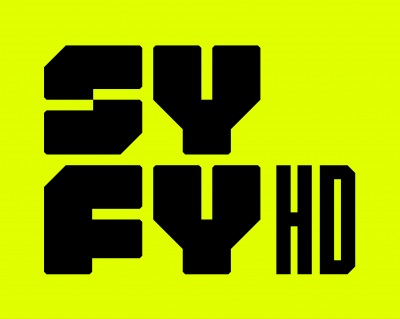
Das neue Logo von SYFY HD

Syfy sendet in verschiedenen Ländern in deren Landessprache (als Bezahlfernsehsender). So zum Beispiel in
- Brasilien
- Deutschland (Syfy (Deutschland))
- Frankreich (Syfy Universal)
- Irland
- Italien
- Portugal
- Spanien
- Thailand
- Vereinigtes Königreich (Großbritannien)

## Syfy Films
Syfy Films ist ein 2010 gegründetes Joint Venture von Syfy und dem Filmstudio Universal Pictures. Als erste geplante Produktion wurde im Oktober 2011 eine Verfilmung der von George R. R. Martin herausgegebenen Superheldenserie Wild Cards angekündigt.

## Empfang
Syfy ist in Deutschland über den Pay-TV-Anbieter Sky, die Kabelnetzbetreiber Vodafone Kabel Deutschland, Unitymedia, PŸUR und NetCologne empfangbar. Darüber hinaus ist der Fernsehsender über IPTV der Deutschen Telekom, Vodafone sowie waipu.tv erreichbar.
In Österreich und der Schweiz haben die Sender Sky, UPC Austria, A1 Telekom Austria, Teleclub, Swisscable und UPC Cablecom den TV-Sender Syfy in ihrem Programm.